# Gūshtī Kolā
Gūshtī Kolā (persiska: گوشی كُلا, Gūshī Kolā, گوشتی كلا) är en ort i Iran.   Den ligger i provinsen Mazandaran, i den norra delen av landet, 160 km nordost om huvudstaden Teheran. Gūshtī Kolā ligger 6 meter över havet och antalet invånare är 309.
Terrängen runt Gūshtī Kolā är platt, och sluttar norrut. Runt Gūshtī Kolā är det ganska tätbefolkat, med 96 invånare per kvadratkilometer. Närmaste större samhälle är Babol, 13,6 km väster om Gūshtī Kolā. Trakten runt Gūshtī Kolā består till största delen av jordbruksmark.